# Bojarji
Bojárji (rusko боя́ре, ednina боя́рин, ženska oblika боя́рыня) so bili plemiči na ruskem dvoru od 10. do 17. stoletja, na vrhuncu moči zlasti v 15. in 16. stoletju.